# Felix Becker (storico dell'arte)
Karl Günther Ernst Felix Becker (Sondershausen, 27 settembre 1864 – Lipsia, 23 ottobre 1928) è stato uno storico dell'arte e lessicografo tedesco noto essenzialmente per il progetto Thieme-Becker.

## Biografia
Era il figlio del vetraio Johann Albert Adolph Becker (1811-1891) e Johanna Wilhelmine Christiane nata Kumst (1824-1888). Studiò storia dell'arte all'Università di Bonn e a quella di Lipsia, fu assistente di August Schmarsow e conseguì un dottorato nel 1897 con una tesi sulla pittura dei primitivi fiamminghi. Viaggiò molto prima di stabilirsi a Lipsia come studioso privato. Lì lui e Ulrich Thieme curarono i primi quattro volumi dell'Allgemeinen Lexikons der bildenden Künstler von der Antike bis zur Gegenwart fino a quando non si dimise, nel 1910, a causa di problemi di salute.

## Opere

### Autore
- Schriftquellen zur Geschichte der altniederländischen Malerei nach den Hauptmeistern chronologisch geordnet . Sellmann & Henne, Lipsia 1897, dissertazione zugleich, Universität Lipsia 1898
- Beschreibender Katalog der Gemäldesammlung. Museo Herzoglich-Sachsen-Altenburgisches . Pierer, Altenburg 1898; 2. Auflage unter dem Titolo: Beschreibender Katalog der alten Originalgemälde. Museo Herzoglich Sachsen-Altenburgisches . Bonde, Altenburg 1915
- Spemann goldenes Buch der Kunst . Spemann, Berlino [ua] 1901
- Gemäldegalerie Speck von Sternburg a Lützschena . Twietmeyer, Lipsia 1904
- Mittelalterliche Kunstwerke in der Sammlung der Deutschen Gesellschaft . Hiersemann, Lipsia 1920 (= Mittheilungen der Deutschen Gesellschaft zu Erforschung Vaterländischer Sprache und Alterthümer a Lipsia . Fascia 11,3)
- Die Sammlungen der Deutschen Gesellschaft . In: Beiträge zur Deutschen Bildungsgeschichte. Festschrift zur Zweihundertjahrfeier der Deutschen Gesellschaft a Lipsia 1727-1927 . Lipsia 1927, S. 28–55

### Editore
- Allgemeines Lexikon der bildenden Künstler von der Antike bis zur Gegenwart. Band 1–4, Engelmann (later Seemann), Leipzig 1907–10
- Handzeichnungen alter Meister in Privatsammlungen. 50 bisher nicht veröffentlichte Originalzeichnungen des 15. bis 18. Jahrhunderts. Tauchnitz, Leipzig 1922 (englisch als: Fifty Drawings by old masters in private collections. Tauchnitz, Leipzig 1922)
- Handzeichnungen holländischer Meister aus der Sammlung Dr. C. Hofstede de Groot im Haag. 50 ausgewählte Zeichnungen Rembrandts, seines Kreises und seiner Zeit in Farbenlichtdruck. Tauchnitz, Leipzig 1922; published in English as Drawings by Dutch Masters. Fifty selected drawings by Rembrandt, his circle, and contemporary artists. Tauchnitz, Leipzig 1923; 2. Band als Handzeichnungen holländischer Meister aus der Sammlung Dr. C. Hofstede de Groot im Haag. Neue Folge. 40 ausgewählte Zeichnungen Rembrandts, seines Kreises und seiner Zeit. Tauchnitz, Leipzig 1923

### Revisioni
- Die Renaissance im Norden und die Kunst des 17. und 18. Jahrhundert (= Anton Heinrich Springer : Handbuch der Kunstgeschichte . Fascia 4). 8. Auflage, Seemann, Lipsia 1909
- Grundriß der Kunstgeschichte di Heinrich Bergner . 4. Auflage, Kröner, Lipsia 1923